# Goulora
Goulora ist eine osttimoresische Aldeia im Suco Mauchiga (Verwaltungsamt Hatu-Builico, Gemeinde Ainaro). 2015 lebten in der Aldeia 497 Menschen.

## Geographie und Einrichtungen
Die Aldeia Goulora bildet den Mittelteil des Sucos Mauchiga. Südlich liegt die Aldeia Leotelo I, nördlich die Aldeia Mauchiga und nordöstlich die Aldeia Hato-Quero. Im Westen grenzt Goulora an die Sucos Mulo und Nuno-Mogue und im Osten an das Verwaltungsamt Same (Gemeinde Manufahi) mit seinen Sucos Letefoho und Rotuto. Die Westgrenze bildet der Fluss Belulik. Im Osten erhebt sich die Kette der Cablac-Berge mit Höhen über 2000 m. Der Gipfel des Hatocabir (2344 m, 08° 58′ S, 125° 35′ O) befindet sich in Goulora.
Im Zentrum liegt das Dorf Goulora. Hier befinden sich ein Gebäude des Sucos, eine Kapelle und eine Grundschule.

## Geschichte
Der Suco Mauchiga war 1982 der Schauplatz von Kämpfen zwischen der FALINTIL und den indonesischen Besatzern.
Am 6. Juli 1982 planten die FALINTIL und lokale Widerstandsgruppen eine Reihe von Angriffen auf indonesische Militärposten in der Umgebung von Mauchiga. Die Pläne wurden verraten. Am 10. Juli begannen die Streitkräfte Indonesiens unter anderem jedes Haus in Goulora zu durchsuchen. Es kam zu Verhaftungen. Nachdem die FALINTIL am 20. August im sogenannten Cabalaki-Aufstand mehrere indonesische Stützpunkte überfallen hatte, folgten Vergeltungsaktionen der Indonesier. Bis zum 24. August zerstörten und plünderten die Truppen die Dörfer der Region. Bis Januar 1986 wurden 464 Einwohner des Sucos (etwa 20 % der Bevölkerung) zwangsumgesiedelt. Auch zahlreiche Vergewaltigungen in dieser Zeit wurden dokumentiert.